# San Andrés (Tenerife)
San Andrés è un centro abitato di circa 3.050 abitanti, situato a sud del Macizo de Anaga, nel nord-est dell'isola di Tenerife (Isole Canarie, Spagna).

## Storia
Nel sito sono stati trovati reperti archeologici risalenti all'epoca dei Guanci, come la Mummia di San Andrés. Si tratta di uno dei più antichi insediamenti nelle isole Canarie; vicino a San Andrés si trova la Playa de Las Teresitas. Secondo fonti contemporanee alla conquista delle Isole Canarie, il re aborigeno di Anaga viveva nella valle di San Andrés. All'epoca della conquista, questo mencey era Beneharo.
Nel 1498, Lope de Salazar ricevette queste terre dopo la conquista.
Fino al XVIII secolo con la costruzione del castello, il luogo aveva acquisito la reputazione di "porto dei pirati" perché il luogo era utilizzato come approdo per le numerose navi rapinatrici che in questo periodo frequentavano le acque delle Isole Canarie.
Nel 1797 San Andrés parteciperà alla difesa dell'isola di fronte all'attacco dell'ammiraglio Horatio Nelson, inviando miliziani al porto di Santa Cruz e evitando con il suo castello l'assalto dell'inglese su questa parte dell'isola.
Nel corso del XIX secolo la località fu comune autonomo fino al 1850, quando fu definitivamente annessa a Santa Cruz de Tenerife.
San Andrés mantiene lo stile di vita tradizionale nella prima metà del XX secolo. Durante la guerra civile e il periodo del dopoguerra, San Andrés vive momenti di dura repressione e diventa al posto di adattamento del contrario al regime di Franco.
Dagli anni '60 del XX secolo, ma soprattutto negli anni 2000, è stato tentato di trasformare la località in un grande centro turistico legato a Playa de Las Teresitas.

## Monumenti
- Castello di San Andrés (Castillo de San Andrés): l'attuale castello fu costruito intorno al 1706, anche se ci sono riferimenti alla esistenza di una torre difensiva nella zona dal 1697. Il castello fu costruito per difendere la zona dagli attacchi dei pirati; il 28 novembre 1967 è stato dichiarato di Interesse Turistico Nazionale.
- Chiesa di Sant'Andrea Apostolo (Iglesia de San Andrés Apóstol): ha una architettura coloniale delle Isole Canarie ed è una delle chiese più antiche delle isole Canarie, fu costruita tra il 1505 e il 1510. L'attuale chiesa è del XVII secolo. Sul campanile sono due campane, una delle quali apparteneva alla nave dell'ammiraglio Horatio Nelson, che il 25 luglio, 1797 tentò inutilmente di invadere le isole.

## Galleria d'immagini

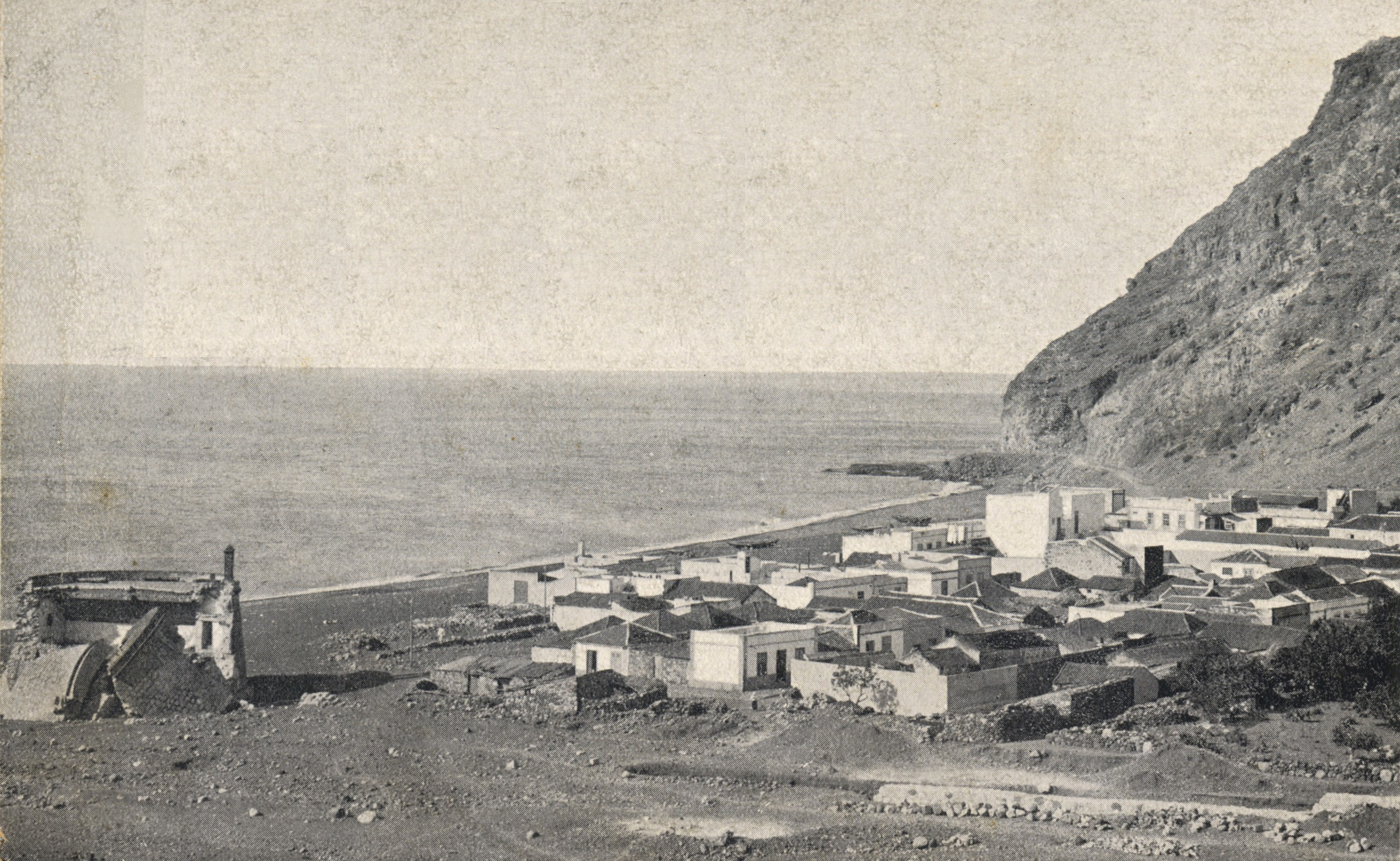
Vecchia foto del villaggio
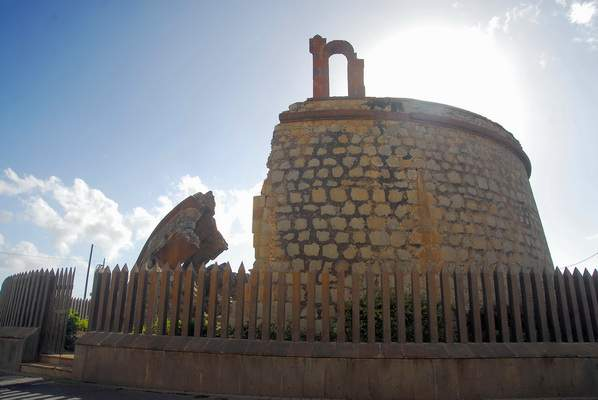
Castello di San Andrés
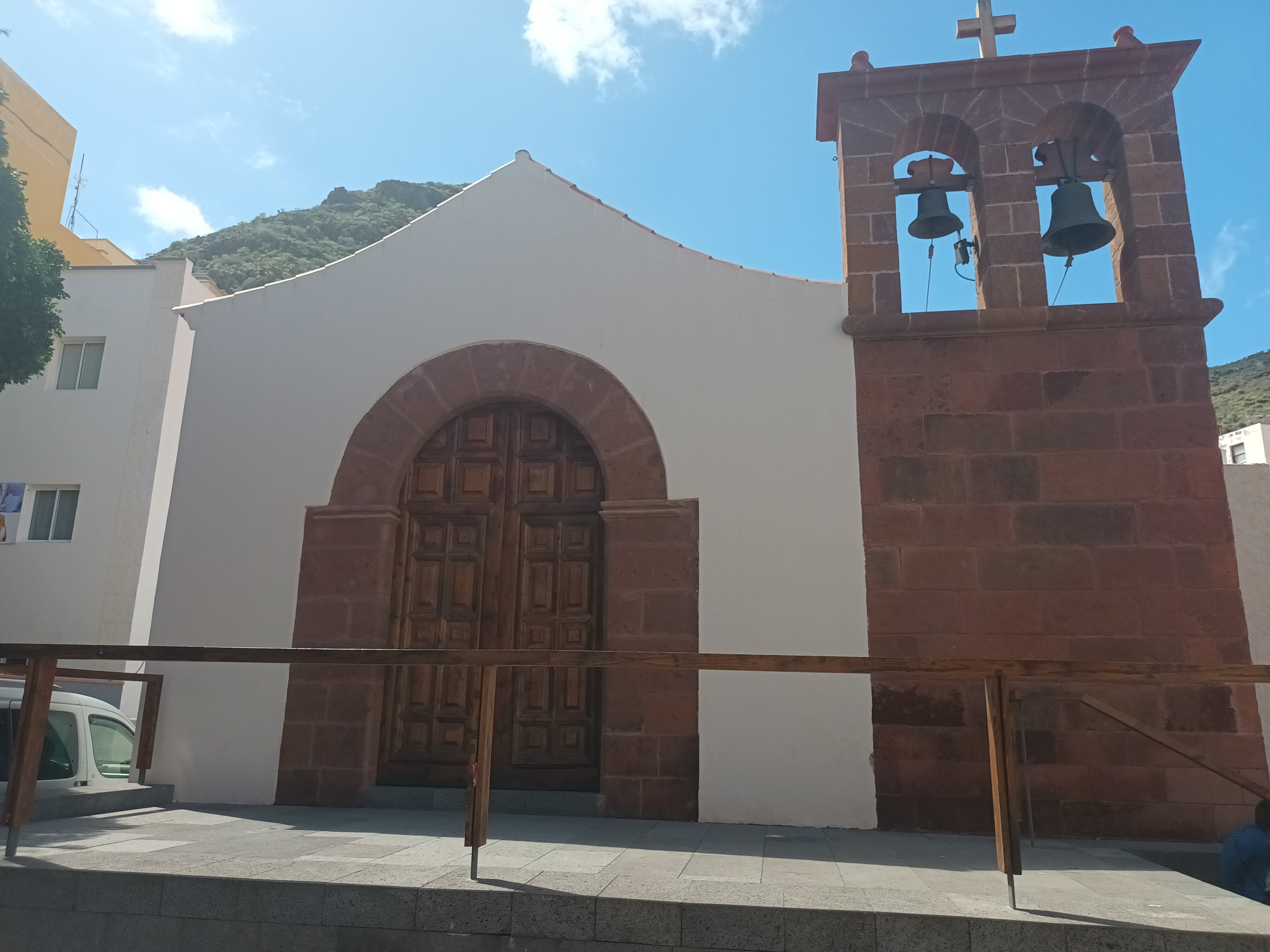
Chiesa di Sant'Andrea Apostolo
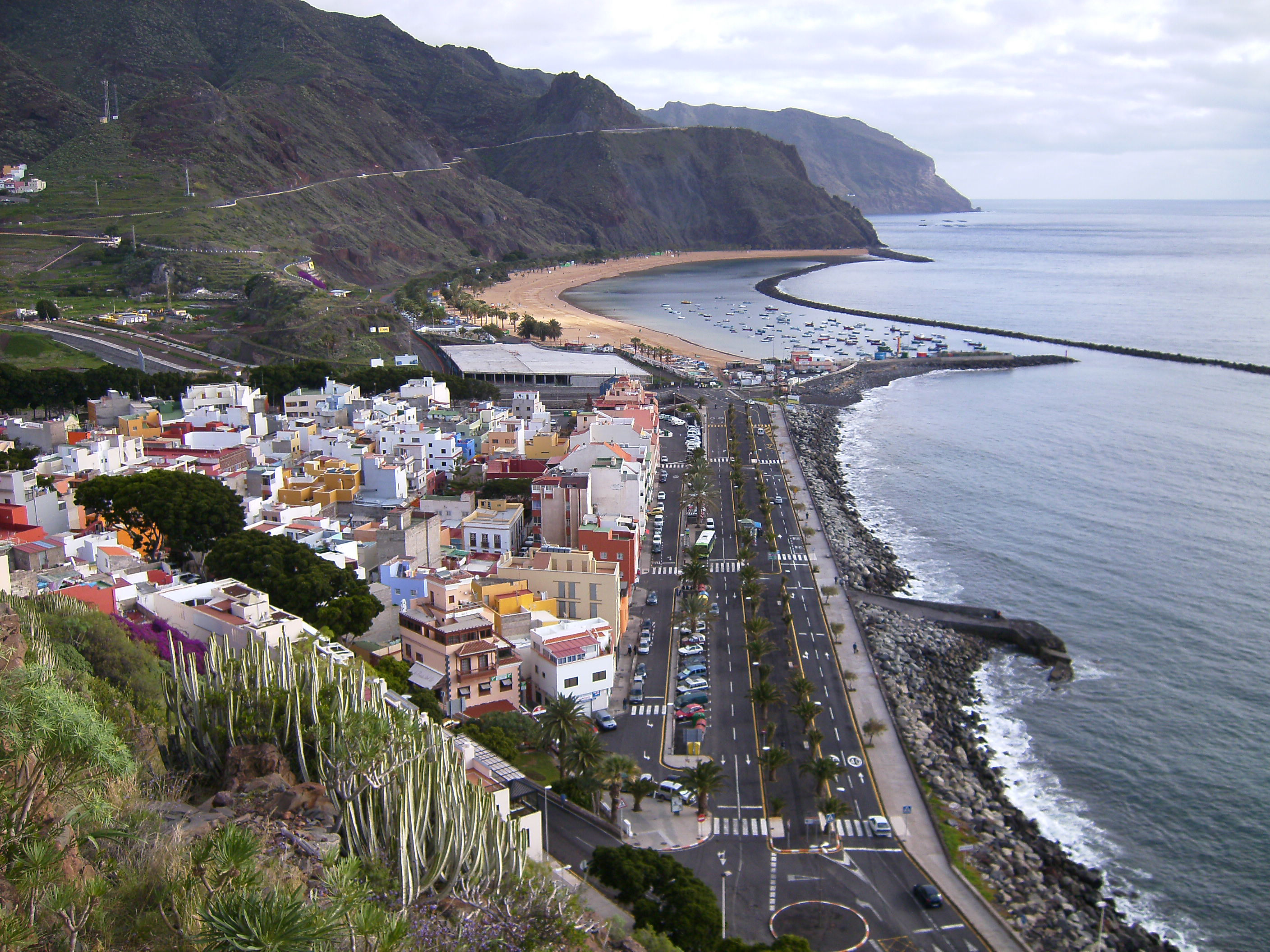
Lungomare
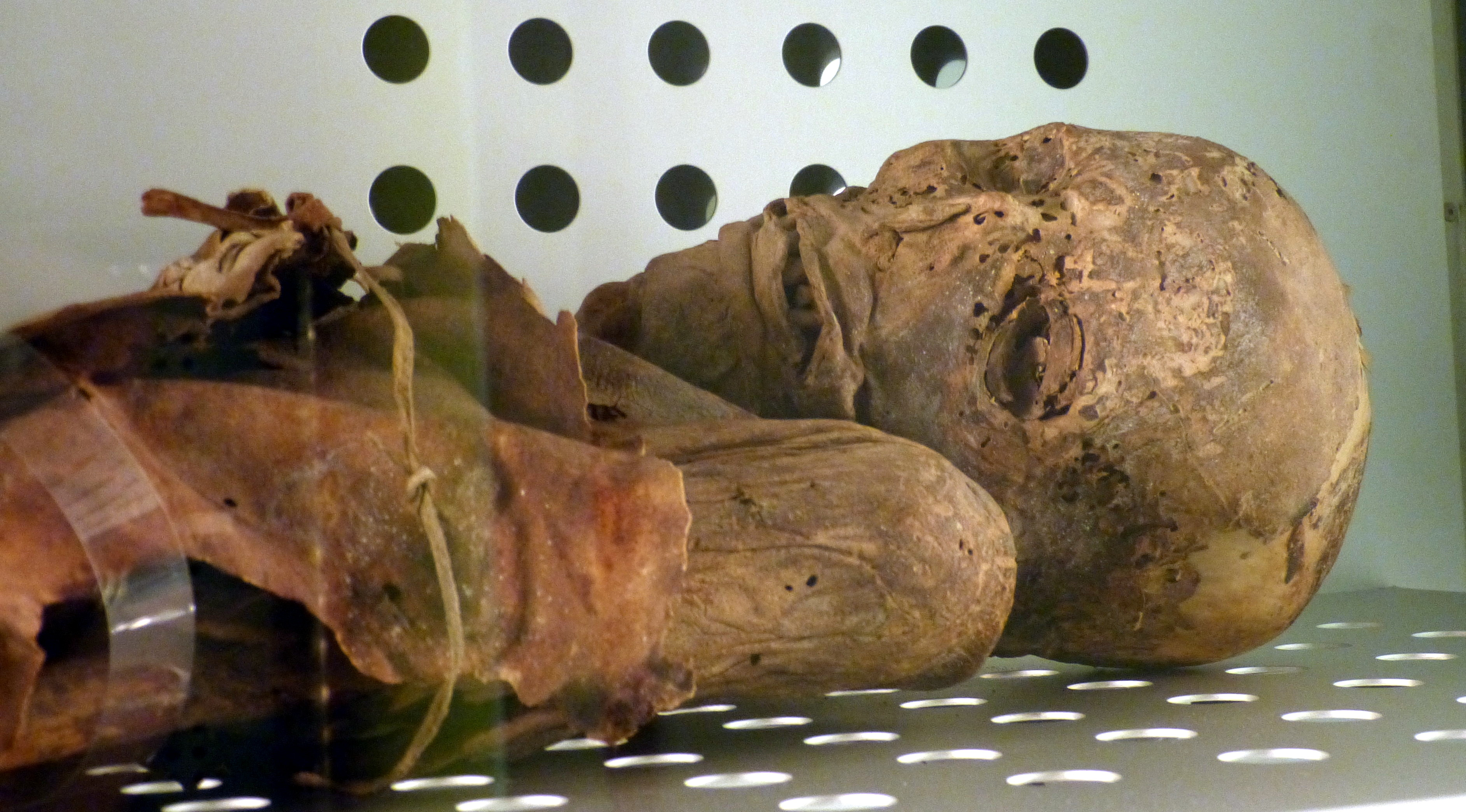
Mummia di San Andrés (Museo de la Naturaleza y el Hombre, Santa Cruz de Tenerife)